# 768
Cette page concerne l'année 768  du calendrier julien.
L'année 768 est une année bissextile qui commence un vendredi.

## Événements
- 14 janvier[1] : le roi des Asturies Fruela Ier est assassiné à Cangas de Onís par les nobles, qui mettent sur le trône son cousin Aurelio[2].
- Février : Pépin le Bref reprend les hostilités contre l’Aquitaine[3]. Il marche vers Saintes, prend et fait pendre le duc de Vasconie Remistan, oncle de Waïfre. La famille du duc d’Aquitaine est faite prisonnière[4].
- 10 avril : Pâques.
  - Pépin le Bref fête Pâques à La Celle-sur-Loire. Il y reçoit des envoyés du calife de Bagdad Al-Mansur venus par Marseille, qui ont passé l'hiver à Metz. Ils proposent à Pépin d’attaquer conjointement l’Émirat de Cordoue[5],[6].
  - Selon les Annales Cambriae, le Pays de Galles commence à célébrer Pâques à la date de l'Église de Rome[7].
- 2 juin : Waïfre, fils d’Hunald Ier, duc d’Aquitaine est assassiné à l'issue de la campagne de Pépin le Bref. L’Aquitaine est incorporée au royaume franc[8]. La Vasconie est érigée en duché de Vasconie au nord de d'Adour. Les Aquitains conservent cependant leur propre code de loi, le bréviaire d'Alaric.
- 5 août : début du pontificat d’Étienne III (fin en 772)[9].
- 6 août : l’antipape Constantin est déposé. Il a les yeux crevés par les Lombards et est interné dans un monastère[9].
- 24 septembre : début du règne conjoint de Charlemagne, roi des Francs (768-814) et de son frère Carloman (768-771) à la mort de Pépin le Bref. Charlemagne obtient l'ouest de l'Austrasie, le nord de la Neustrie et l'Aquitaine maritime, avec pour capitale Noyon. Carloman reçoit l'Alémanie, l'Alsace, la Bourgogne, la Hesse, le sud de la Neustrie, la Provence, l'Est de l’Aquitaine, avec pour capitale Soissons. Ce partage voulu par Pépin est modifié par une assemblée générale qui attribue à Charles la Neustrie avec la Bourgogne, l'Aquitaine et la Provence et à Carloman l'Austrasie avec la Thuringe, l'Alémanie et les pays tributaires[10].
- 9 octobre : couronnement de Charlemagne à Noyon et de Carloman à Soissons[11].

- Déposition du khan des Bulgares Pagan. Début du règne de Telerig[12], (ou 772, première mention en 774).

## Décès en 768
- 14 janvier : Fruela Ier des Asturies[1].
- 24 septembre : Pépin III dit le Bref, ancien maire des palais de Bourgogne (741), de Neustrie (741) et  d'Austrasie (747), devenu roi des Francs (751), mort d'hydropisie à Paris[3].

- Wernekin, roi des Saxons, père de Wittekind Ier le Grand[13].
- Muhammad Ibn Ishaq, historien arabe, auteur d’une biographie de Mahomet controversée[14].